# Alvert
Albert Martos Montesinos, més conegut com a Alvert   (Mataró, 18 de gener de 2002), és un cantant català conegut per haver participat en la primera temporada del concurs musical de TV3 Eufòria.

## Biografia
Des de petit va sentir-se atret per diverses disciplines del món artístic, com ara el teatre, la fotografia, la pintura i el tatuatge. Tanmateix, la seva passió és la dansa urbana, en què es va començar a formar amb vuit anys. Fins i tot va deixar d'estudiar il·lustració gràfica per a dedicar-se al ball.
El 2020, va començar a desenvolupar la seva faceta com a músic de manera autodidacta mentre feia de monitor d'activitats extraescolars. Per això, els seus primers treballs van ser autoeditats.
Dos anys més tard, va superar el càsting per a entrar a la primera temporada del concurs musical Eufòria, emès i produït per TV3. Així doncs, en la primera gala va interpretar «Montero (Call Me by Your Name)» de Lil Nas X amb una coreografia treballada. Va ser eliminat juntament amb Looa Ansa, Pep Muntanyola i Nerea Royo. Més tard, en el programa de repesca, va cantar «La festa infinita» de Siderland.
Passat el programa, a l'estiu va fer un concert en solitari a Sant Joan de les Abadesses i al cap de l'any la seva cançó «Ser el teu estiu» va ser una de les més votades pel públic del mitjà digital Primera Fila com a millor cançó del 2022. El maig del 2023, durant una actuació per la festa major de Nou Barris, va patir una agressió homòfoba per part pel públic, que li va llançar una pedra a l'escenari.
El 2024, va publicar el seu primer àlbum, CORS, a través del segell Delirics. En l'obra tracta l'amor des de diferents perspectives: l'amor envers la música, la família, l'amistat, l'amor a primera vista, l'apassionat, l'estival, l'autoamor i el desamor. Va donar a conèixer el títol amb els senzills «Crema catalana» (dedicat a la seva parella), «Embolik» (que va ser seleccionat com la Cançó de l'estiu 2023 d'Enderrock) i «Cors». Va presentar el disc a la sala Heliogàbal. L'àlbum va ser produït per Pep Saula de Sexenni i Marc Gelabert del grup Iglú.

## Estil
Tot i que es dedica a la música urbana, té influències del rock psicodèlic, el rock progressiu, el jazz, el blues, el hip-hop dels anys 90 i l'indie pop català. També ha pres de referència el house, la música llatina, el tecno i l'hyperpop, i s'ha inspirat en artistes com Luna Ki, Bad Gyal i La Zowi.

## Vida personal
S'identifica com a homosexual.

## Discografia

### Àlbums
- CORS (2024)

### Senzills
- «Nuestro joven amor» (2021)
- «Ser el teu estiu» (2021)
- «Et trobaré» (2022) (amb Paula Duoi)
- «Crema catalana» (2023)
- «La teva olor» (2023)
- «Embolik» (2023)
- «Cors» (2024) (amb Cooba)